# Asclepiadoideae
Sous-famille
Tribus de rang inférieur
- Fockeeae H.Kunze
- Eustegieae Rchb. ex Liede & Meve
- Marsdenieae Benth.
- Ceropegieae Decne. ex Orb.
- Asclepiadeae Duby

Les Asclepiadoideae sont une sous-famille de plantes de la famille des Apocynaceae. En classification phylogénétique, cet ensemble comprend l'ancienne famille des Asclepiadaceae,.
Cette sous-famille a été décrite en 1835 par le botaniste britannique Gilbert Thomas Burnett (1800-1835) .

## Liste des tribus
et des sous-tribus d’après :Mary E. Endress et al., An updated classification for Apocynaceae (2014).
- tribu des Fockeeae
- tribu des Eustegieae
- tribu des Marsdenieae
- tribu des Ceropegieae
  - Heterostemminae
  - Leptadeniinae
  - Anisotominae
  - Stapeliinae
- tribu des Asclepiadeae
  - Astephaninae
  - Asclepiadinae
  - Cynanchinae
  - Tylophorinae
  - Pentacyphinae
  - Diplolepinae
  - Orthosiinae
  - Metastelmatinae
  - Tassadiinae
  - Oxypetalinae
  - Gonolobinae